# Seleucus római ellencsászár
Seleucus egy  római trónbitorló volt 221. körül.

## Élete
Seleucus Polemius Silvius 5. századi történész szerint egy ellencsászár volt Elagabalus (Heliogabalus) császár idején.
Pontos személyazonossága nem ismert: lehetett Julius Antonius Seleucus, Moesia kormányzója, vagy Marcus Flavius Vitellius Seleucus, a 221. egyik consulja.